# Pediobius afronigripes
Pediobius afronigripes  (лат.) — вид паразитических наездников рода Pediobius из семейства Eulophidae (Chalcidoidea) отряда перепончатокрылые насекомые. Африка: Гана, Камерун, Конго, Берег Словной Кости, Малави, Уганда. Переднеспинка с шейкой, отграниченной килем (поперечным гребнем). Щит среднеспинки с развитыми изогнутыми парапсидальными бороздками. Ассоциированы с бабочками Diacrisia scortilla (Arctiidae), Spodoptera exempta, Spodoptera litura (Noctuidae), Dichocrocis crocodora, Sylepta derogata  (Pyralidae) и паразитоидами из отряда перепончатокрылые, такими как, бракониды Apanteles aethiopicus, Apanteles congoensis, Apanteles procerae, Apanteles ruficrus, Apanteles syleptae, Apanteles transvaalensis (Braconidae),  Cotterellia podagrica и Dimmockia aburiana (Eulophidae, паразиты личинок).